# Mora (plante)
Pour les articles homonymes, voir Mora.
Genre
Classification phylogénétique
Mora est un genre de plantes à fleurs de la famille des Caesalpiniaceae selon la classification classique ou des Fabaceae, sous-famille des Caesalpinioideae, selon la classification phylogénétique. Ce genre contient sept espèces d'arbres, toutes originaires des forêts tropicales humides de basse altitude du nord de l'Amérique du Sud, du sud de l'Amérique centrale et de la partie sud de l'archipel des Antilles.

## Espèces
- Mora abbottii - (Antilles)
- Mora ekmanii - (Antilles)
- Mora excelsa - (Trinité-et-Tobago, Guyana, Suriname, Venezuela)
- Mora gonggrijpii - (Guyana, Suriname, Venezuela)
- Mora megistosperma - (Costa Rica, Panama, Colombie)
- Mora oleifera - (Panama, Colombie)
- Mora paraensis - (Brésil)

## Utilisation
Certaines de ces espèces sont importantes pour la production de bois d'œuvre. Mora excelsa et Mora gonggrijpii sont aussi connues sous le nom de nato et sont couramment utilisés pour la fabrication du corps et du manche des guitares.